# Antonio Di Macco
Antonio Di Macco (Livorno, 26 settembre 1785 – 7 agosto 1854) è stato un arcivescovo cattolico italiano.

## Biografia
Nacque a Livorno il 26 settembre 1785.
Ricevette l'ordinazione sacerdotale il 23 dicembre 1809.
Il 6 aprile 1835 fu nominato arcivescovo metropolita di Acerenza ed arcivescovo di Matera da papa Gregorio XVI. Ricevette la consacrazione episcopale il 26 aprile seguente per l'imposizione delle mani del cardinale Carlo Odescalchi, vicario generale per la diocesi di Roma, co-consacranti gli arcivescovi Antonio Luigi Piatti e Costantino Patrizi Naro.
Durante il suo episcopato le arcidiocesi di Acerenza e Matera vissero un periodo molto florido. 
Ad Acerenza fondò un istituto elementare, il quale, ben presto, fu trasformato in seminario. 
Inoltre ampliò l'episcopio, fece restaurare la cattedrale di Santa Maria Assunta e San Canio Vescovo, e, nel 1851, fece costruire la cupola a base circolare, la quale, nei primi decenni del 1900, fu lesionata gravemente da un terremoto, per poi essere ricostruita a base ottagonale negli anni trenta.
Fece poi fondere nel 1854 da un artigiano locale, Girolamo Olita, la campana grande, posta nel campanile della cattedrale, chiamata campana di San Canio.
Tra il 1844 e il 1845 celebrò il sinodo diocesano nella cattedrale di Acerenza e ne pubblicò le Constitutiones Sinodales. 
Morì il 7 agosto 1854.

## Genealogia episcopale
La genealogia episcopale è:
- Cardinale Scipione Rebiba
- Cardinale Giulio Antonio Santori
- Cardinale Girolamo Bernerio, O.P.
- Arcivescovo Galeazzo Sanvitale
- Cardinale Ludovico Ludovisi
- Cardinale Luigi Caetani
- Cardinale Ulderico Carpegna
- Cardinale Paluzzo Paluzzi Altieri degli Albertoni
- Papa Benedetto XIII
- Papa Benedetto XIV
- Papa Clemente XIII
- Cardinale Marcantonio Colonna
- Cardinale Giacinto Sigismondo Gerdil, B.
- Cardinale Giulio Maria della Somaglia
- Cardinale Carlo Odescalchi, S.I.
- Arcivescovo Antonio Di Macco